# Raymond Strid

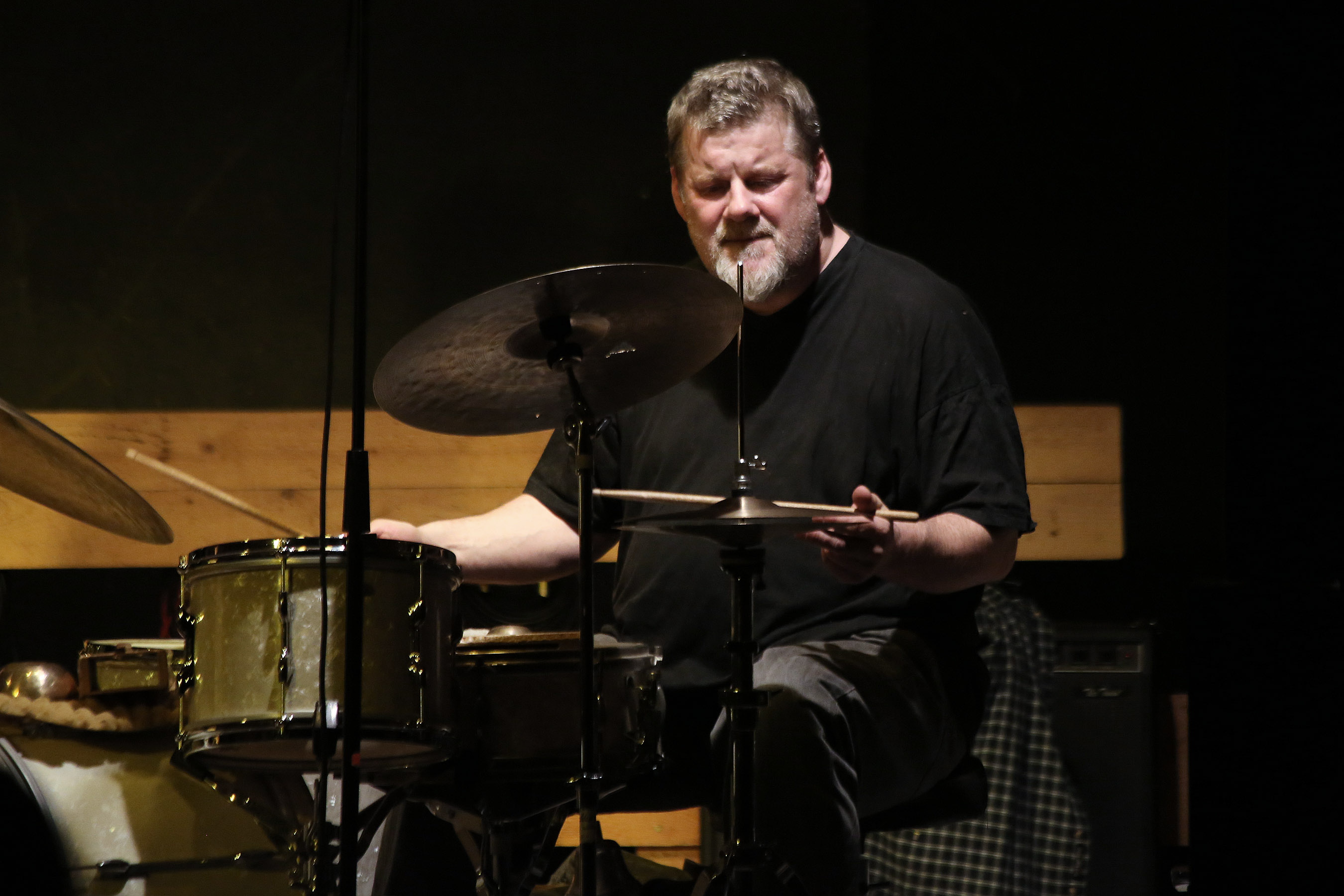
Raymond Strid (2013)

Raymond Strid (* 1956 in Stockholm) ist ein schwedischer Schlagzeuger des Free Jazz und der europäischen Improvisationsmusik.

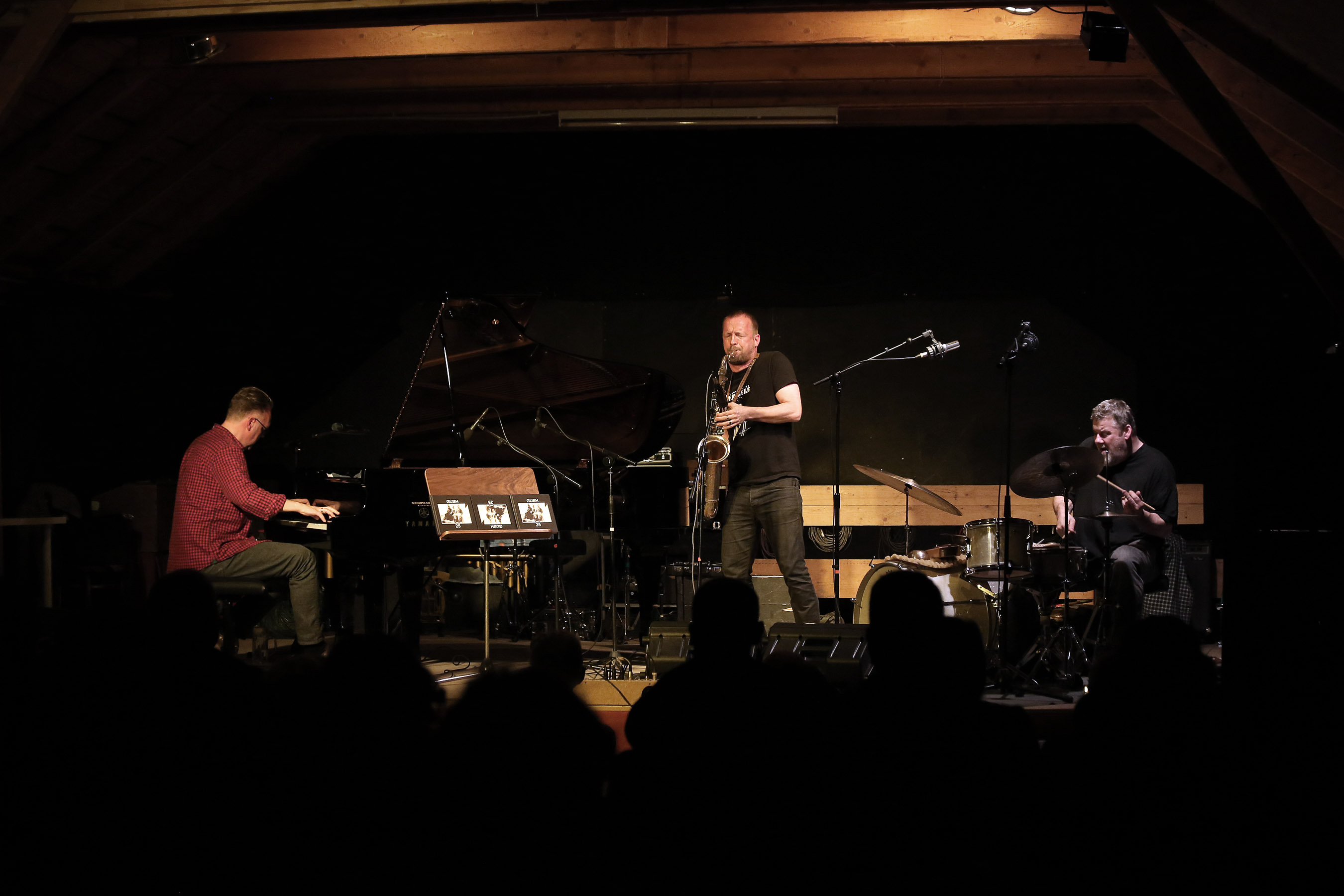
GUSH: Raymond Strid mit Mats Gustafsson und Sten Sandell (2013)

Raymond Strid wurde zum Schlagzeugspiel inspiriert durch Musiker wie Han Bennink, Paul Lytton und Tony Oxley. Er begann seine Karriere erst relativ spät; sein erstes Konzert fand im September 1977 statt, danach spielte er zunächst mit einer Vielzahl von lokalen Bands in Stockholm. Im Jahr 1988 gründete er das Trio GUSH zusammen mit dem Saxophonisten Mats Gustafsson und dem Pianisten Sten Sandell. Seit dieser Zeit arbeitete Strid in einer Reihe von Formationen und Projekten, wie den Trioformationen Guy/Gustafsson/Strid (Syzygy, 2011), Marilyn Crispell/Anders Jormin/Strid sowie das Free-Jazz-Trio LSB mit Fredrik Ljungkvist und Johan Berthling. Im Jahr 2000 wurde die Formation The Electrics mit Axel Dörner, Sture Ericson und Ingebrigt Flaten gegründet; im gleichen Jahr wurde Raymond Strid Mitglied von Barry Guys New Orchestra. Strid spielte auf zahlreichen Festivals der freien Improvisation in Europa und Nordamerika. Er unterrichtet auch Improvisationslehre.

## Diskographische Hinweise
- Marilyn Crispell: Spring Tour 1994 (Alice, 1994)
- Gush: From things to sounds (Dragon, 1990), Gushwachs (Bead, 1994), Live at Fasching (Dragon, 1996)
- Pat Thomas/Raymond Strid/Clayton Thomas: Wazifa (Psi, 2010)
- Kege Snö: Keijsaren Gripen efter Strid på Barnö (Umlaut Records, 2010) mit Niklas Barnö, Joel Grip und Roland Keijser
- Trespass Trio & Joe McPhee: Human Encore (Clean Feed Records, 2013), mit Martin Küchen, Per Zanussi
- Sture Ericson / Pat Thomas / Raymond Strid: Bagman Live at Cafe Oto (2022)
- GUSH: Afro Blue (Trost Records, ed. 2024)
- Hein Westgaard / Katt Hernandez / Raymond Strid: The Knapsack, the Hat, and the Horn (2024)